# Napeanthus loretensis
Napeanthus loretensis är en tvåhjärtbladig växtart som beskrevs av L.E. Skog. Napeanthus loretensis ingår i släktet Napeanthus och familjen Gesneriaceae. Inga underarter finns listade i Catalogue of Life.